# مایک پرت
مایک پِرَت (انگلیسی: Mike Pratt؛ ‏ ۷ ژوئن ۱۹۳۱ – ۱۰ ژوئیهٔ ۱۹۷۶) بازیگر، موسیقی‌دان، ترانه‌سرا اهل بریتانیا بود.
از فیلم‌ها یا برنامه‌های تلویزیونی که وی در آن نقش داشته است، می‌توان به دادگاه جزا، قاتل، انزجار، تعمیرکار و هدف ثابت اشاره کرد.